# Împărțirea administrativă a Somaliei

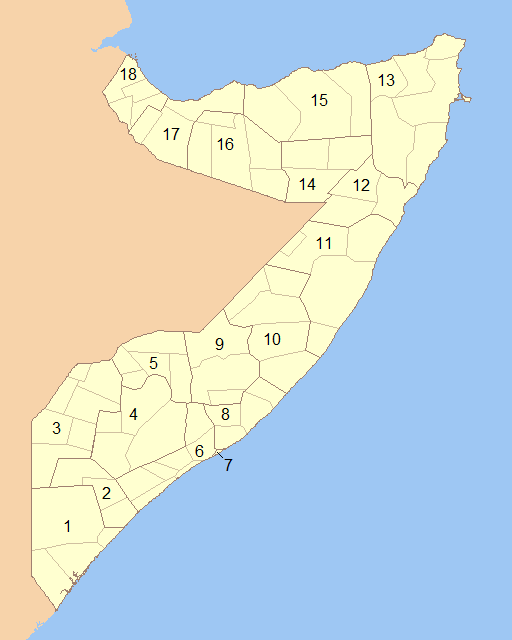
Regiunile oficiale ale Somaliei:
1- Juba Inferioară
2- Juba de Mijloc
3- Gedo
4- Bay
5- Bakool
6- Lower Shabele
7- Banaadir
8- Middle Shabele
9- Hiiraan
10- Galguduud
11- Mudug
12- Nugaal
13- Bari
14- Sool
15- Sanaag
16- Togdheer
17- Woqooyi Galbeed
18- Awdal

Somalia este impartita in optsprezece regiuni administrative (gobollada, singular gobol) care, la randul lor, sunt impartite in districte.
De facto, Somalia nordica este impartita intre regiunile autonome Puntland (care se considera un stat autonom) si Somaliland (un stat autoproclamat, dar nerecunoscut ca stat suveran). In Somalia centrala, Galmudug este o alta entitate regionala care a aparut chiar in sudul Puntland.